# Шалугин, Владимир Болеславович
Владимир Болеславович Шалугин (1928—1991) — советский передовик производства в строительной промышленности. Герой Социалистического Труда (1971).

## Биография
Родился 1 апреля 1928 года в городе Ленинград.
Рано оставшись сиротой В. Б. Шалугин рос и воспитывался в детском доме на Петроградской стороне. С 1941 года, с тринадцати лет в годы Великой Отечественной войны В. Б. Шалугин совмещал занятия в детском доме с работой моториста детдомовской котельной. В 1944 году поступил в школу фабрично-заводского обучения при заводе № 194 Наркомата судостроительной промышленности СССР.
С 1947 по 1955 годы служил в рядах Советской Армии. С 1955 года после увольнения из Вооруженных Сил работал слесарем экспериментального участка комбината строительных материалов «Победа» «Главленстройматериалов» в городе Колпино. В. Б. Шалугин принимал участие в монтаже оборудования, отлаживая станки и механизмы ещё строящегося предприятия, многое сделал для автоматизации и механизации трудоемких ручных процессов.
18 ноября 1965 года Указом Президиума Верховного Совета СССР «за отличие в труде и выдающиеся достижения» В. Б. Шалугин был награждён Орденом Ленина.
25 марта 1971 года неопубликованным Указом Президиума Верховного Совета СССР «за выдающиеся производственные успехи в выполнении заданий пятилетнего плана» Владимир Болеславович Шалугин был удостоен звания Героя Социалистического Труда с вручением Ордена Ленина и золотой медали «Серп и Молот».
Помимо основной деятельности В. Б. Шалугин избирался депутатом Ленинградского городского и Колпинского районного Советов депутатов трудящихся, членом Колпинского райкома КПСС.
Жил в Колпино. Умер 19 ноября 1991 года, похоронен на Аллее Героев Колпинского городского кладбища.

## Награды
- Медаль «Серп и Молот» (26.04.1971)
- Орден Ленина (18.11.1965, 25.03.1971)